# Centro (Rio de Janeiro)
O Centro do Rio de Janeiro é um bairro da Zona Central do município do Rio de Janeiro, no Brasil. Apesar de possuir edifícios residenciais, o bairro é predominantemente comercial e turístico. Abriga a maior concentração de edifícios financeiros e de escritórios da cidade, além da maioria das sedes do poder público. Possui desde prédios históricos até modernos arranha-céus. Seus limites incluem sub-bairros e regiões como Santa Rita, Candelária, Central do Brasil, Praça Onze, Santana, Senado, Cruz Vermelha, Tiradentes, Bairro de Fátima, Castelo, Buraco do Lume, Cinelândia, Carioca, Livramento, Praça XV, Saara e Uruguaiana; além das ilhas das Cobras, Fiscal, de Villegaignon e das Enxadas, e o Aeroporto Santos Dumont. Seu índice de qualidade de vida, no ano 2000, era de 0,894: o 32º melhor entre 126 bairros da cidade, sendo considerado alto.
Desde 1763, quando a cidade de São Sebastião do Rio de Janeiro foi elevada à condição de sede administrativa da colônia do Brasil, até 1960, quando a cidade perdeu a condição de estar em um Distrito Federal, o Centro foi o palco de algumas das mais importantes decisões e eventos da história do país. Estruturas arquitetônicas desse passado persistem até hoje, tendo se convertido em importantes atrações turísticas.

## História
A história documentada do bairro começou em 1567, quando os 120 portugueses que haviam fundado a cidade de São Sebastião do Rio de Janeiro dois anos antes, no Morro Cara de Cão, se transferiram para o Morro do Castelo, que oferecia melhores condições de expansão para a cidade. A partir desse morro, a cidade se expandiu nos séculos seguintes, passando a ocupar toda a área atualmente chamada de Centro.
Em 1780, o Rio de Janeiro estava dividido em quatro freguesias urbanas: São Sebastião (criada em 1569, 4 anos após a fundação da cidade), a sede no Morro do Castelo; Freguesia da Candelária (criada em 1621 segundo algumas fontes, em 1624 segundo outras); Freguesia de São José e Freguesia de Santa Rita (ambas criadas em 1721), além das freguesias rurais. Posteriormente, por desmembramentos, foram criadas as freguesias de Santana, Sacramento, Santo Antônio (1854) e Espírito Santo (1865).

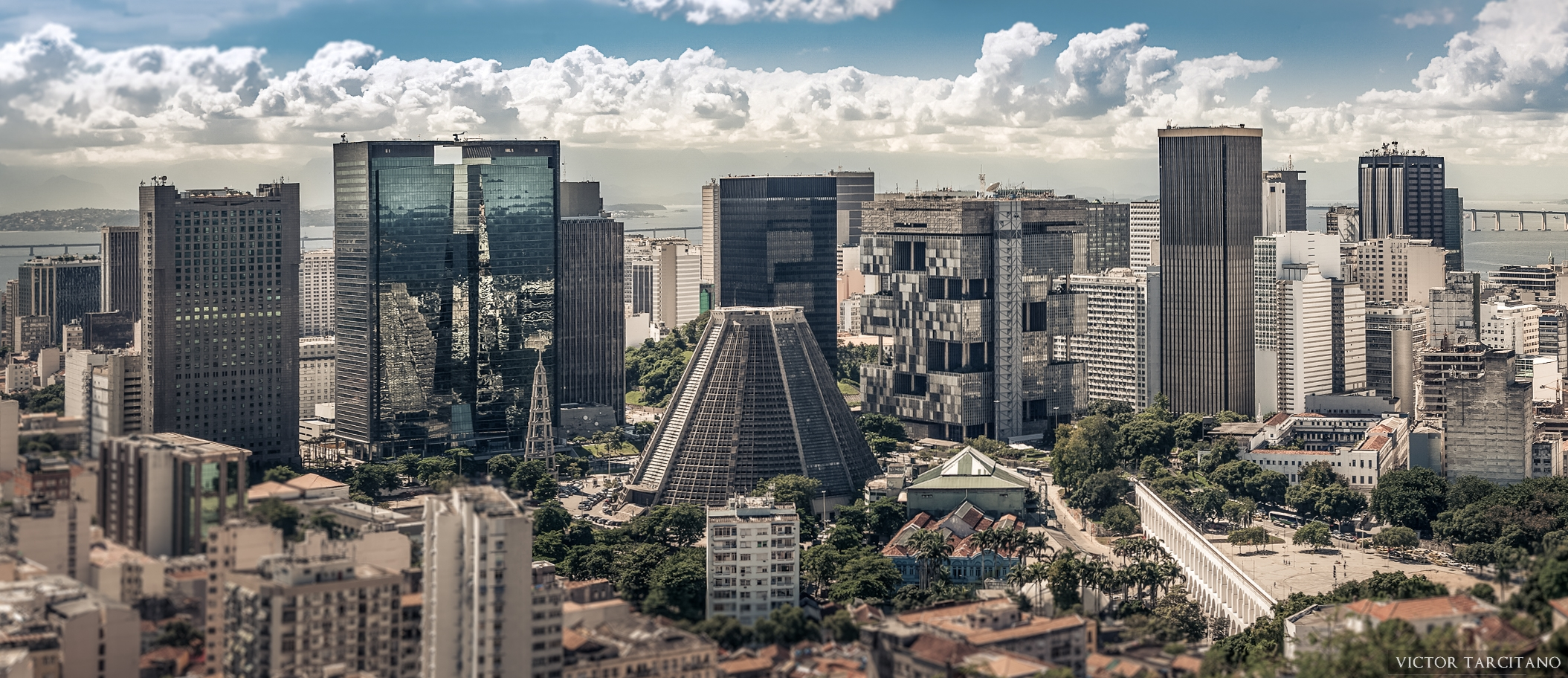
Ao centro da imagem, a Catedral de São Sebastião do Rio de Janeiro. À direita no alto, o edifício sede da Petrobras.

Em 1921, visando à preparação da festa em comemoração ao centenário da independência brasileira, o Morro do Castelo foi derrubado, dando lugar à atual região do Castelo.

### Revitalização
A partir de 1980, o Centro entrou em um declínio socieconômico com o início da "euforia" imobiliária da Barra da Tijuca; mas, desde 2009, o Centro vem passando por um intenso e rápido processo de valorização e revitalização através do programa Porto Maravilha, comandado pela prefeitura e com apoio do Ministério das Cidades e do setor privado. Preterido em favor da Zona Sul da cidade durante a maior parte do século XX, passou a receber crescentes investimentos por parte de empreendedores do mercado imobiliário. Tem assistido a um grande número de obras de restauração e de modernização de velhos edifícios, bem como à construção de novos edifícios, visando, entre outros motivos, a superar seu atual deficit na hotelaria.

## Geografia

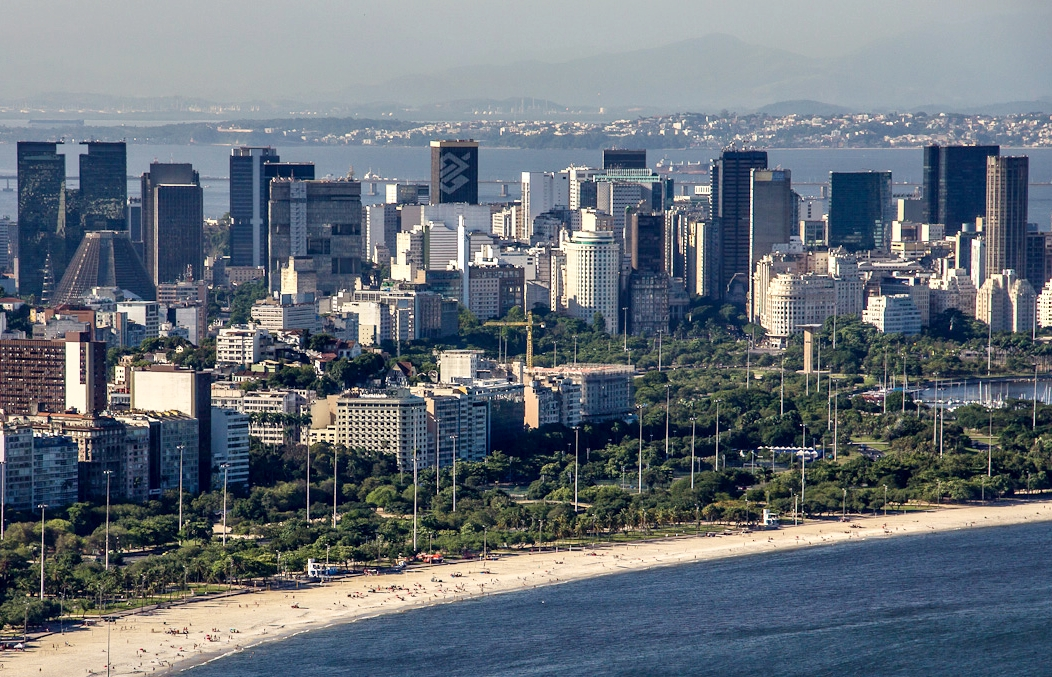
Centro do Rio com o Aterro do Flamengo em primeiro plano.

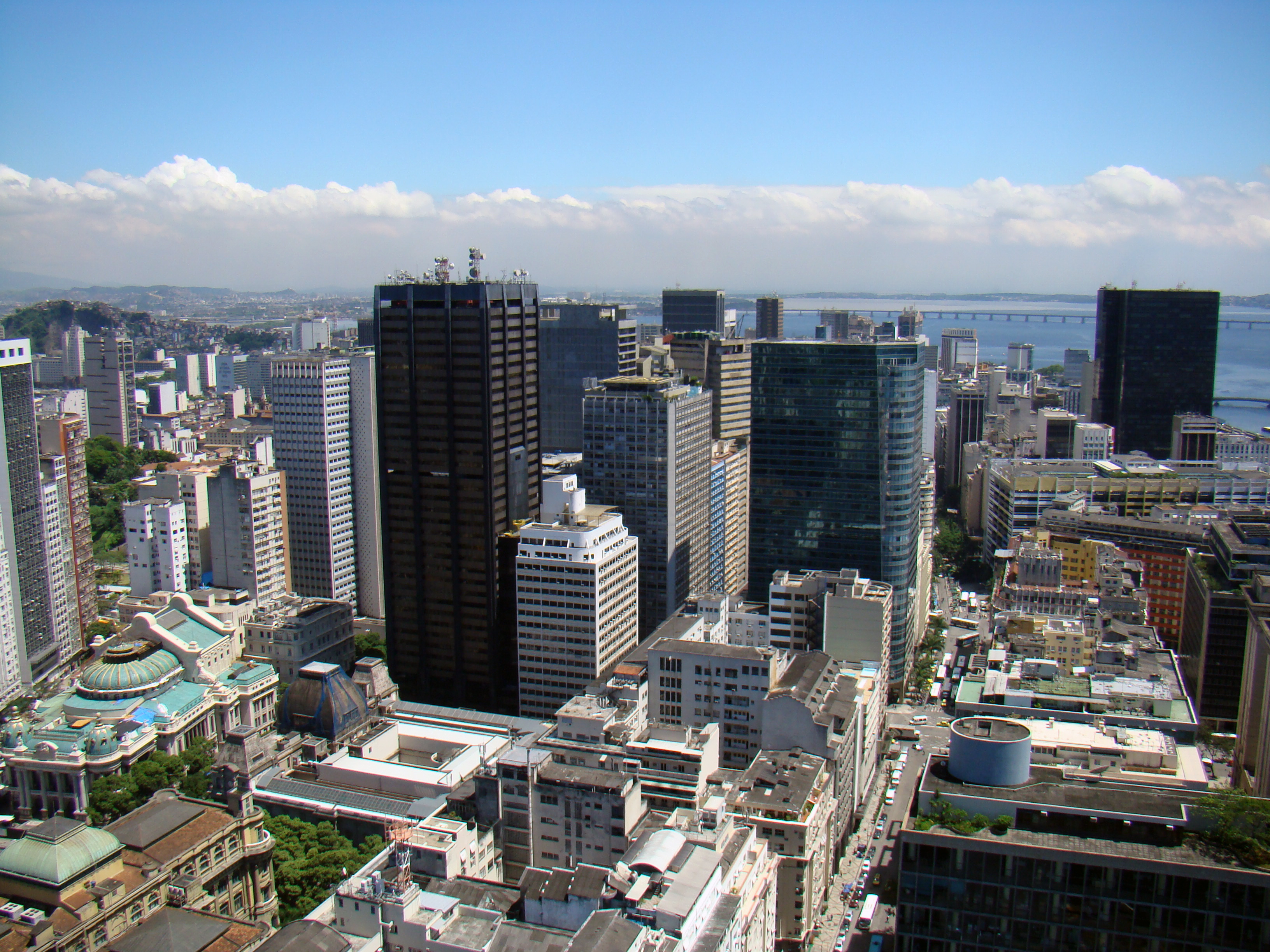
Vista aérea do Centro: à esquerda, o Teatro Municipal do Rio de Janeiro

Não limita com as zonas Norte e Sul da cidade, sendo limitado em todos os lados por bairros centrais (com exceção da baía de Guanabara). Seus bairros vizinhos são: Catumbi, Cidade Nova, Gamboa, Glória, Lapa, Santa Teresa, Saúde e Santo Cristo. 
Naturalmente, é uma grande área plana com alguns morros baixos. Seu litoral original não existe mais, devido a diversos e graduais aterros, principalmente para a modelação atual do Porto do Rio de Janeiro. É cortado pela Avenida Presidente Vargas, Avenida Rio Branco e Avenida Rodrigues Alves, que atualmente está em uma drástica transformação urbana devido à demolição do Elevado da Perimetral.

### Limites
A delimitação do bairro Centro, Código 005, segundo o Decreto 5 280, de 23 de Agosto de 1985, é:
"Da Baía de Guanabara no Cais do Porto (incluindo o Píer Mauá); daí, seguindo pela Praça Mauá (incluída); Rua do Acre, Rua Leandro Martins, Rua dos Andradas (até o seu final), Rua Júlia Lopes de Almeida, Rua da Conceição, Rua Senador Pompeu, Rua Camerino, Praça dos Estivadores, Rua Barão de São Félix (todas incluídas); daí, pela Rua Alfredo Dolabela Portela (excluída), atravessando a Rua Senador Pompeu, ao Ramal Principal da RFFSA e, pelo leito deste, até o Viaduto São Sebastião; por este (excluído) até a Avenida Salvador de Sá; por esta (incluída) até a Rua Frei Caneca; por esta (incluída) até a Rua Riachuelo; por esta (incluída); Rua Costa Bastos, Rua Cardeal Dom Sebastião Leme e Rua Monte Alegre (todas excluídas), Rua Riachuelo (incluída) até a Praça Cardeal Câmara (antigo Largo dos Pracinhas), Rua Evaristo da Veiga, Rua Joaquim Silva e Rua Conde de Lages (todas incluídas); por esta, até a Rua da Glória; por esta (excluída, excluindo o Largo da Glória) até a esquina da Rua da Lapa (incluída) com a Avenida Augusto Severo; por este (excluída) até a esquina da Rua Teixeira de Freitas; daí, pelo eixo da Rua Mestre Valentim, em linha reta, ao Obelisco da Avenida Rio Branco; deste alinhamento, em ângulo noventa graus, até a Avenida Beira Mar; por esta (incluída) até a Praça Senador Salgado Filho; por esta (incluída) até a Avenida Almirante Sílvio de Noronha; por esta (incluída), no seu primeiro alinhamento, ao mar (excluindo todo o Parque do Flamengo); daí, pela orla marítima, até o Píer Mauá, ponto de partida, incluindo sob sua jurisdição as ilhas de Vilegaignon, Fiscal, das Cobras e das Enxadas." - Saturnino Braga; decreto de delimitação data de 23 de agosto de 1985. 
Em 2012, uma larga porção do bairro passou a constituir o bairro próprio da Lapa.

## Transporte urbano
Devido ao grande número de moradores de várias partes da área metropolitana que trabalham no núcleo, o Centro é servido por linhas urbanas municipais e intermunicipais de ônibus, vans, trens, metrô e barcas que o ligam diretamente (havendo também casos em que o usuário pode fazer integração com o Bilhete Único ou por outros meios, como baldeações gratuitas dentro de estações) aos bairros das zonas Sul, Norte e Oeste do município do Rio, bem como aos principais bairros dos municípios de Duque de Caxias, São João de Meriti, Belford Roxo, Nilópolis, Mesquita, Nova Iguaçu, Queimados, Japeri, Paracambi, Seropédica, Itaguaí, Magé, Guapimirim, Niterói, São Gonçalo, Itaboraí, Maricá, Tanguá, Rio Bonito e Cachoeiras de Macacu, integrando toda a metrópole à Zona Central da capital.

## Cultura

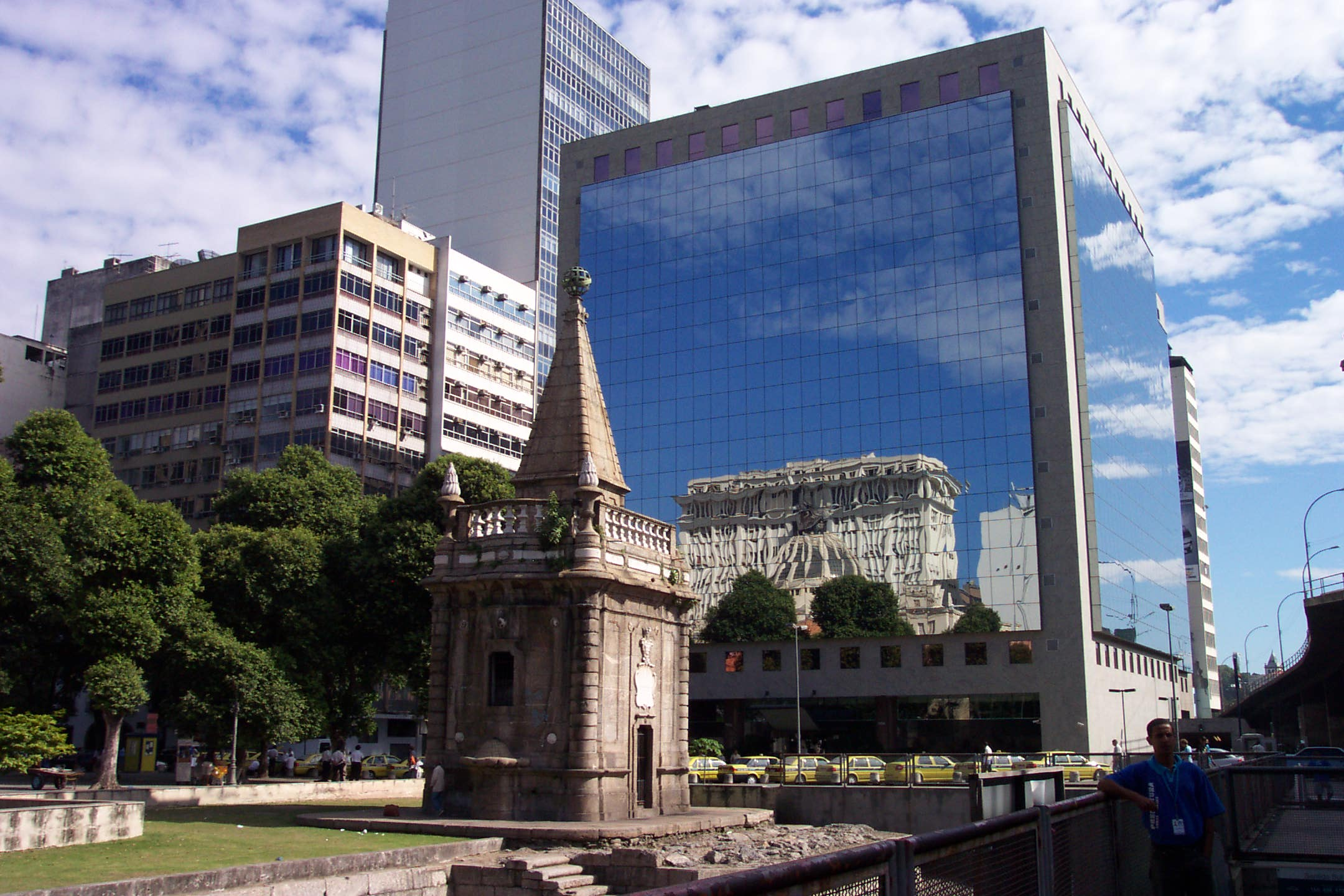
Chafariz do Mestre Valentim, na Praça 15 de Novembro

No Centro, localizam-se alguns monumentos e edifícios famosos, como o Cinema Odeon, o Teatro Municipal, o Chafariz Mestre Valentim, o Palácio Tiradentes - sede da câmara de deputados estaduais, o Palácio Duque de Caxias, a Biblioteca Nacional do Brasil (fundada por Dom João VI), a Estação Central de Metrô e Trem e tantos outros que se destacam na paisagem histórica, arquitetônica e cultural do Rio de Janeiro. Possui atualmente 23 instituições museológicas, liderando a lista de bairros cariocas com mais opções de cultura.
São inúmeras as igrejas históricas localizadas no bairro. Dentre as mais conhecidas, podemos citar: a Igreja de Nossa Senhora do Monte Serreado, anexa ao Mosteiro de São Bento, a Igreja de Nossa Senhora do Monte do Carmo, a Igreja de Santa Cruz dos Militares, as igrejas de Santo Antônio e da Ordem Terceira de São Francisco anexas ao Convento de Santo Antônio, a Capela do Menino Deus, a Igreja de Nossa Senhora da Candelária, a Igreja de Nossa Senhora da Lapa dos Mercadores, a Igreja de Santa Rita de Cássia, a Igreja de Nossa Senhora do Rosário e São Benedito, a Igreja de Santa Luzia, a Igreja de São José, a Igreja da Ordem Terceira do Carmo, entre outras.

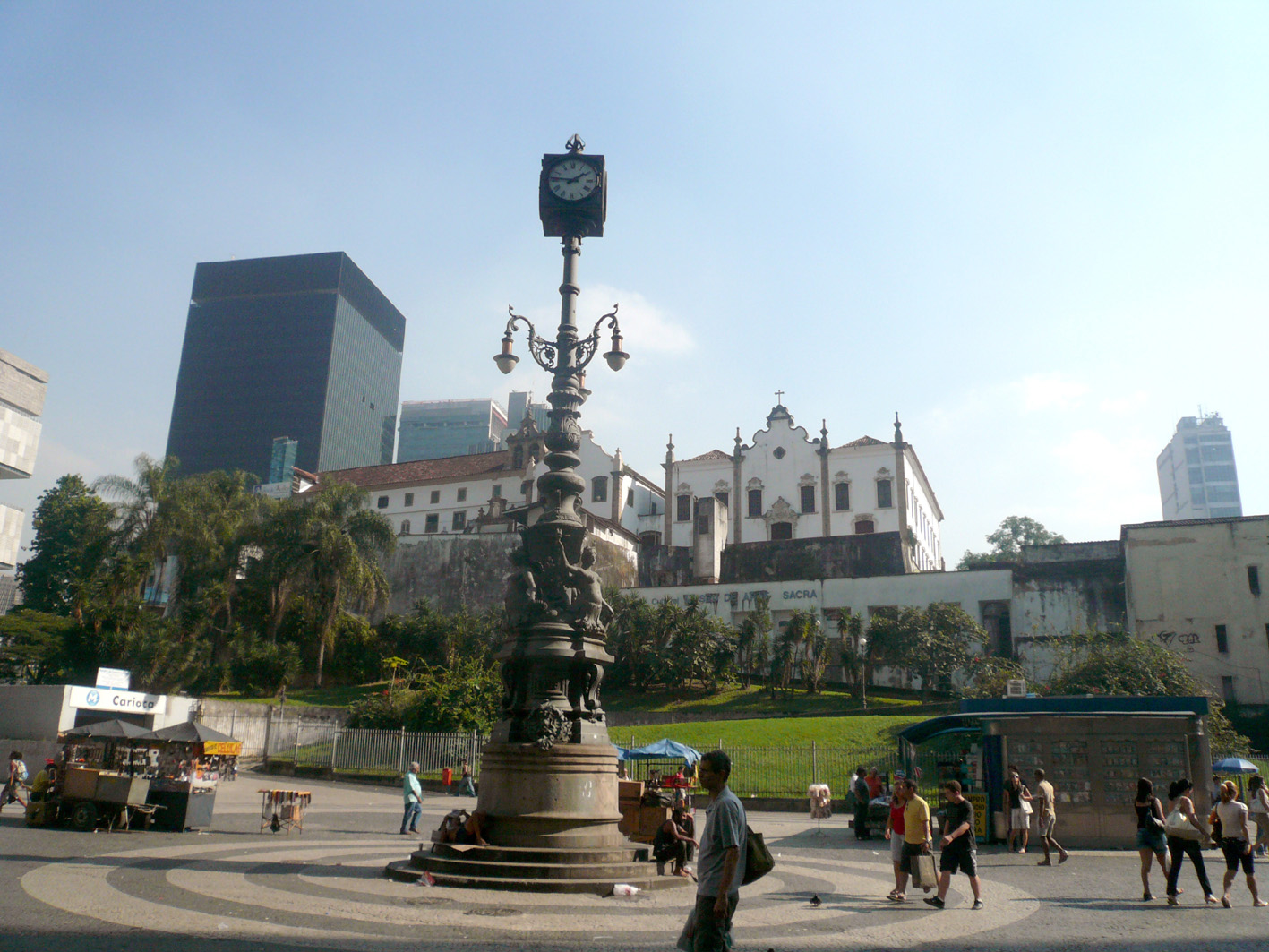
Largo da Carioca: ao fundo, o Convento de Santo Antônio

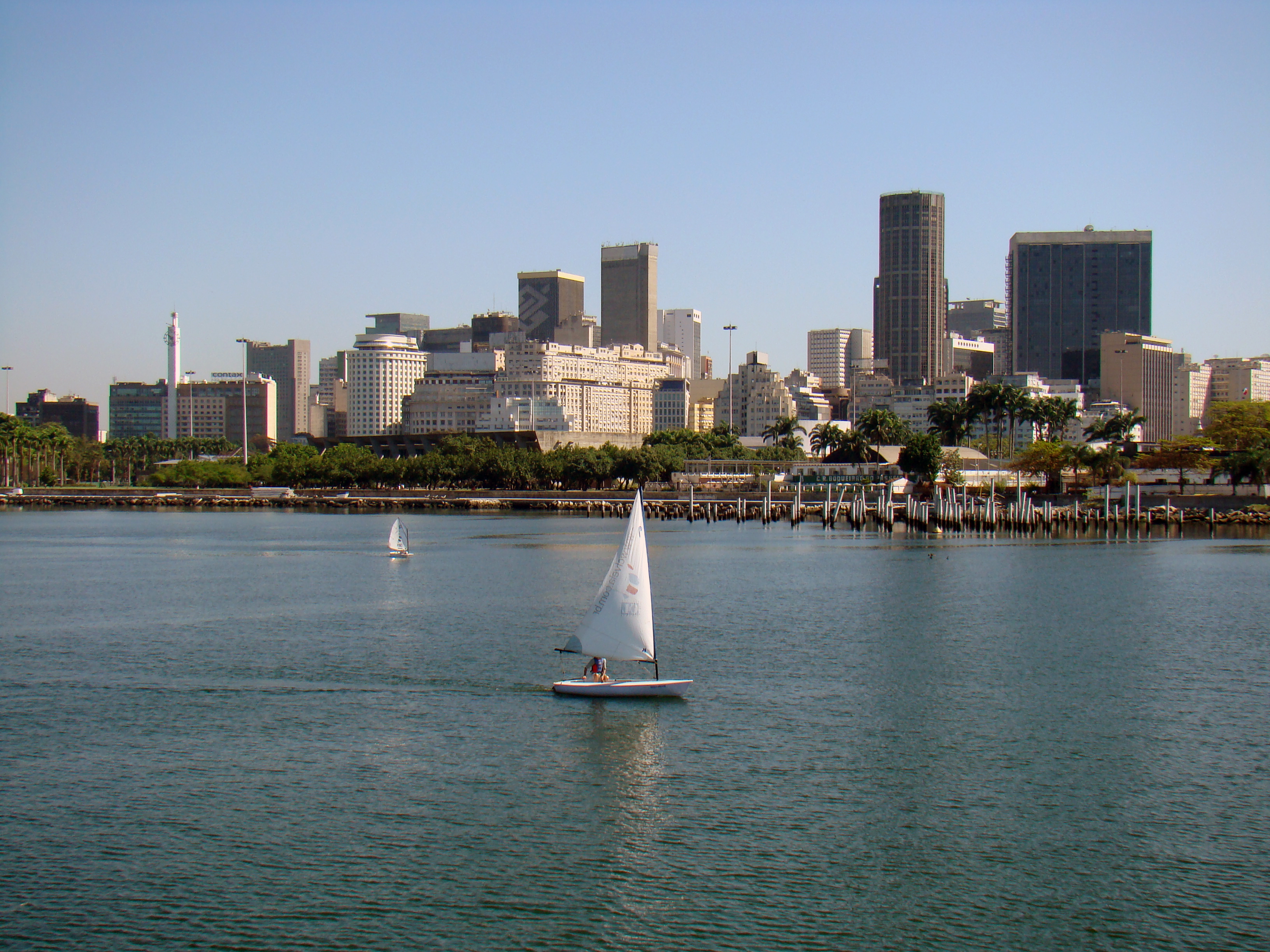
Vista do Centro do Rio de Janeiro a partir da Baía de Guanabara

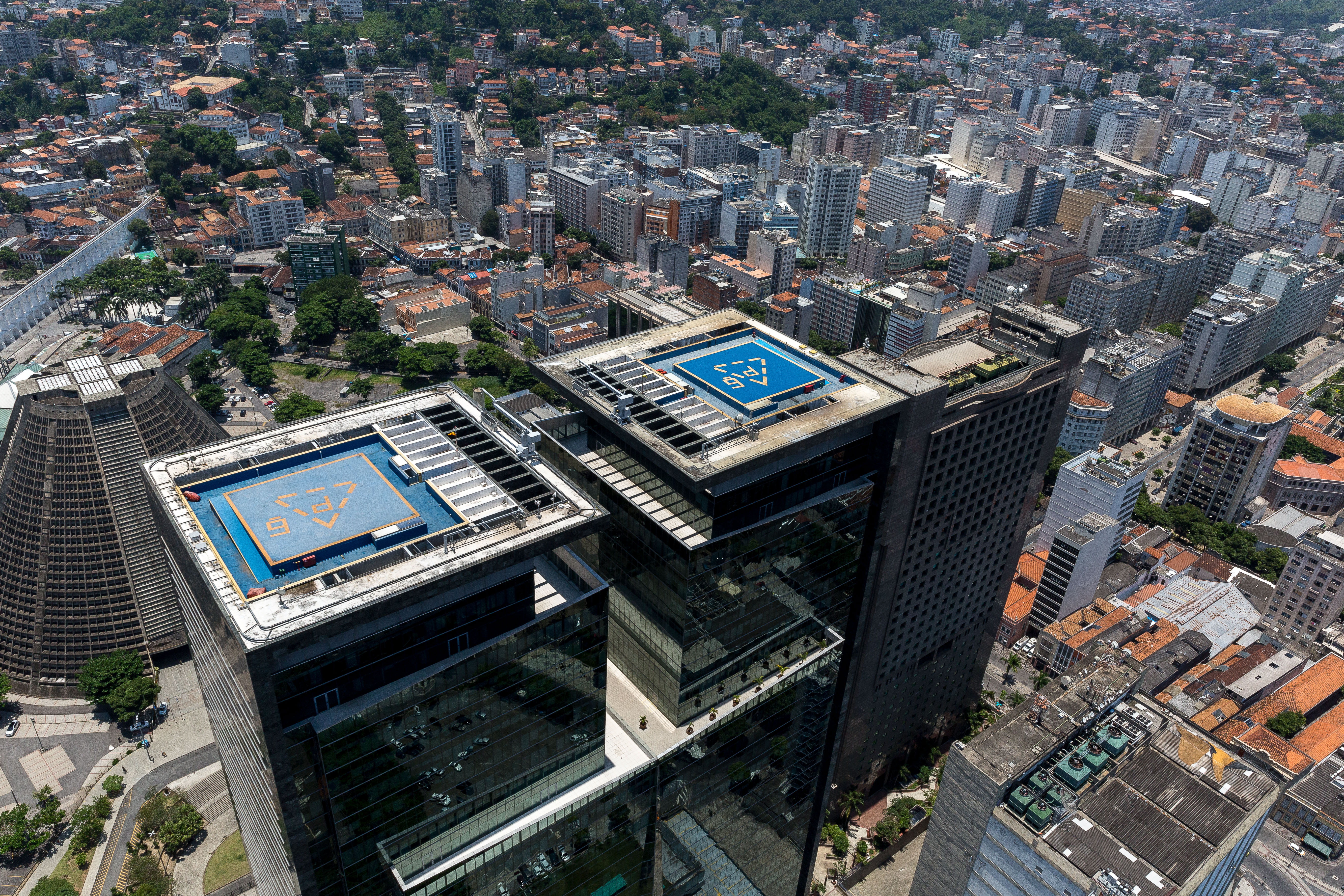
Vista aérea de edifícios do centro do Rio

É um bairro de grande interesse turístico, mormente para aqueles que têm curiosidade sobre o Brasil Colônia e o Império do Brasil. Na região, ficam o Paço Imperial e o Convento do Carmo, que é a única edificação das Américas onde morreu uma monarca europeia, a rainha de Portugal Dona Maria I, a Louca, e o Museu Histórico Nacional, um dos maiores e mais antigos do país.
Além de antiguidades, possui também algumas preciosidades do modernismo, como o Edifício Gustavo Capanema, projetado por Le Corbusier, Niemeyer e Lúcio Costa entre outros, com seus azulejos e afrescos interiores de Portinari.

## Educação
No Centro, estão instalados os maiores campi das maiores universidades e institutos do país:
- Instituto Biomédico da Universidade Federal do Estado do Rio de Janeiro (UNIRIO);
- Faculdade de Direito da Universidade Federal do Rio de Janeiro (UFRJ);
- Instituto Federal de Filosofia e Ciências Sociais do Rio de Janeiro (UFRJ);
- Instituto Histórico e Humano da Universidade Federal do Rio de Janeiro (UFRJ);
- Academia Federal de Artes Musicais (UFRJ);
- Faculdade Presbiteriana Mackenzie Rio (MACKENZIE);
- Escola Superior de Propaganda e Marketing (ESPM);
- Universidade Candido Mendes (UCAM);
- Universidade Estácio de Sá (UNESA);
- Instituto Brasileiro de Mercado de Capitais (IBMEC);
- Faculdade de São Bento do Rio de Janeiro;
- Entre diversos pólos de Ensino a Distancia (EAD) das mais variadas instituições de ensino superior do país.

## Economia
Possui ativo mercado imobiliário, atrações turísticas, ótima gastronomia e excelentes opções para quem gosta de comprar, seja em lojas de rua ou em centros comerciais para este fim, como é o caso dos shoppings Avenida Central, Paço do Ouvidor e Vertical. Sedia grandes empresas como a Petrobras, a Vale e a Embratel.

## Paisagismo
O bairro possui apenas uma grande área verde: o Campo de Santana.

## Logradouros principais
O Centro, devido a seu tamanho, possui atualmente subdivisões internas não oficiais que servem como função de localização espacial. Os limites entre estas não estão, por vezes, muito bem definidos.
- Avenida Presidente Vargas
- Avenida Rio Branco
- Avenida Rodrigues Alves
- Avenida Marechal Floriano
- Avenida Almirante Barroso
- Avenida Presidente Antônio Carlos
- Praça Mauá
- Praça XV de Novembro

- Praça da Cruz Vermelha
- Praça Tiradentes
- Largo da Carioca
- Largo da Candelária
- Largo de São Francisco
- Rua da Alfândega
- Rua Buenos Aires
- Rua Frei Caneca
- Rua Primeiro de Março
- Rua Uruguaiana
- Rua do Ouvidor
- Bairro de Fátima
- Central do Brasil
- Castelo
- Cinelândia
- Ilha das Enxadas
- Ilha das Cobras-ilha Fiscal
- Aeroporto Santos Dumont-ilha de Villegagnon